# 타기나이의 전투

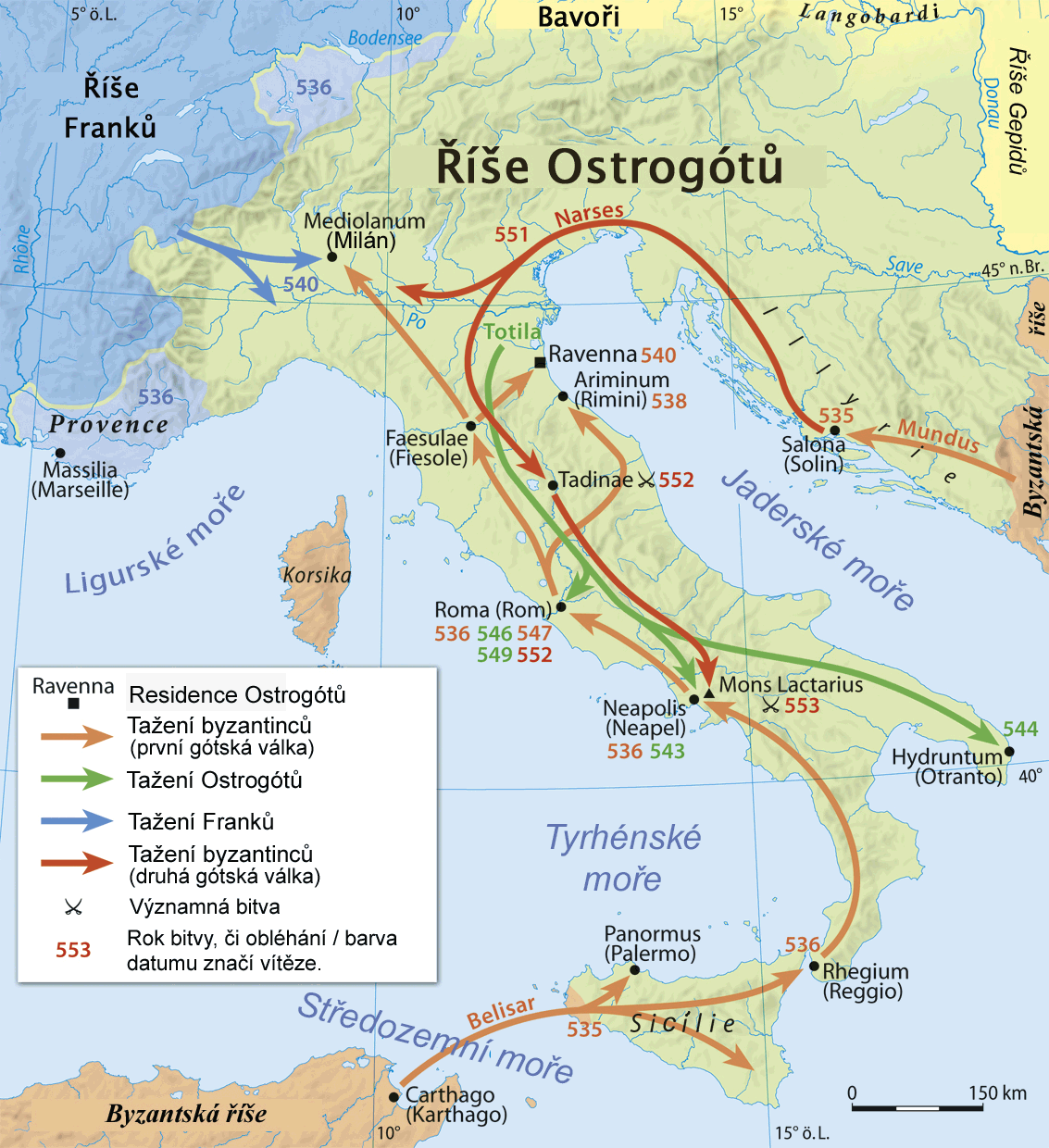

타기나이 전투 또는 부스타 갈로룸(Busta Gallorum)의 전투는 552년 7월 동로마 제국의 환관 겸 장수 나르세스와 이탈리아 동고트 왕국의 군주 토틸라 사이에 벌어졌다.
551년, 유스티니아누스 1세 황제는 동고트족으로부터 이탈리아를 수복할 것을 결심했다. 552년 봄에 노장 나르세스는 동로마인, 롬바르드인, 헤룰리인으로 이루어진 2만 명의 군대를 모아 발칸반도를 거슬러 올라가 플라미니우스 가도를 타고 로마로 향했다.
타기나이 마을(현대의 구알도 타디노)에서 나르세스는 토틸라가 이끄는 고트 군대와 만났다. 토틸라는 수적으로 불리한 것을 알고 교섭을 시도하며 비잔티움군을 기습할 계획을 세웠으나 작은 언덕 하나를 점령하는 데에 그쳤다. 토틸라는 이후 2천 명의 기병 증원을 기다리며 진지에서 나오지 않았다. 나르세스의 비잔티움군은 롬바르드인과 헤룰리인을 중심으로 하고 양 끝의 궁수 뒤에 기병을 배치한 원호 진을 쳤다. 토틸라는 기병들을 중앙에 모으고 보병들을 그 뒤에 배치했다.
처음에 동고트군 내의 동로마 탈영병이 나와 일대일 대결을 신청했으나 패배했다. 그 뒤 기록이 확실하지 않으나 토틸라가 전쟁과 관련된 어떤 의식을 통해 사기를 진작시켰고, 점심 때가 되어 기병 지원이 도착했다. 점심 식사를 끝낸 토틸라의 군대는 밀집한 기병들로 나르세스군의 중앙을 쳐 무너트리려 했다. 그러나 고트 기병들이 나르세스의 원호 진형 안으로 들어섬과 동시에 양면에서 궁수들의 화살이 쏟아졌고, 고트군이 진형을 유지하려고 하는 틈을 타 나르세스의 기병들이 측면을 덮쳤다. 저녁 때가 되어 고트군은 토틸라를 포함한 6천여 명의 사상자를 내었고 고트군은 완전히 흩어졌다.
이 해 말에 로마는 다시 동로마 제국에 수복되었고, 토틸라의 뒤를 이어 동고트 왕이 된 테이아가 몬스 락타리우스의 전투에서 패배함과 함께 동고트족의 이탈리아 지배는 끝나게 되었다.